# Maltorne
Die Maltorne ist ein Fluss in Frankreich, der in den Regionen Centre-Val de Loire und Île-de-France verläuft. Sie entspringt im Gemeindegebiet von La Boissière-École, entwässert zunächst Richtung Südwest, wechselt dann auf Nordwest und mündet nach rund 19 Kilometern im Gemeindegebiet von Chaudon als rechter Nebenfluss in einen Seitenarm der Eure. Auf seinem Weg durchquert der Fluss die Départements Yvelines und Eure-et-Loir.

## Orte am Fluss
(Reihenfolge in Fließrichtung)
- La Boissière-École
- Mittainville
- Les Pâtis, Gemeinde Mittainville
- Saint-Lucien
- Senantes und
- Bréchamps